# Teclado ergonômico

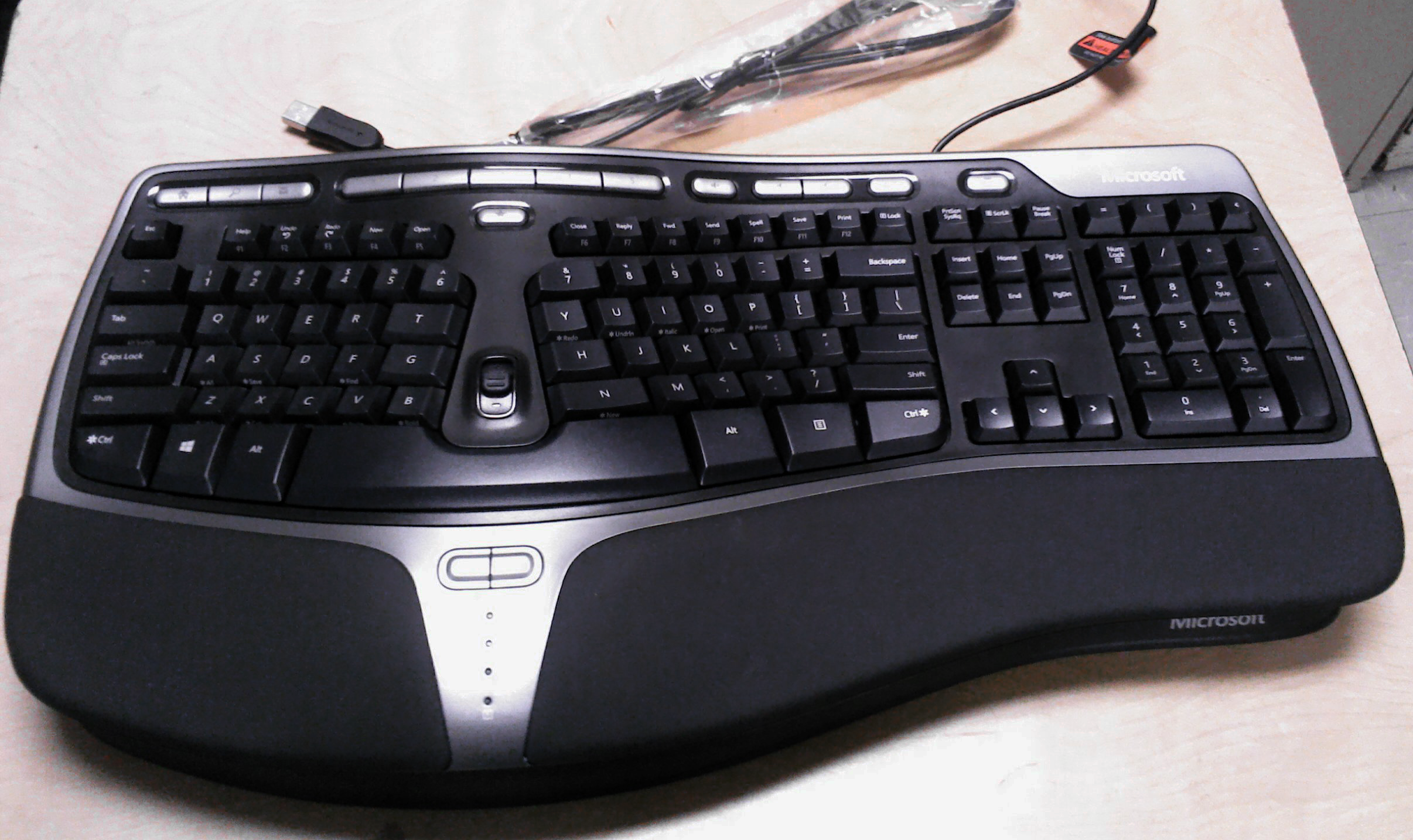
Teclado ergonônico de divisão fixa.

Teclado ergonômico é um tipo de teclado projetado para aumentar a ergonomia e diminuir a tensão muscular e seus problemas relacionados como síndrome do túnel cárpico e lesão por esforço repetitivo

## Tipos

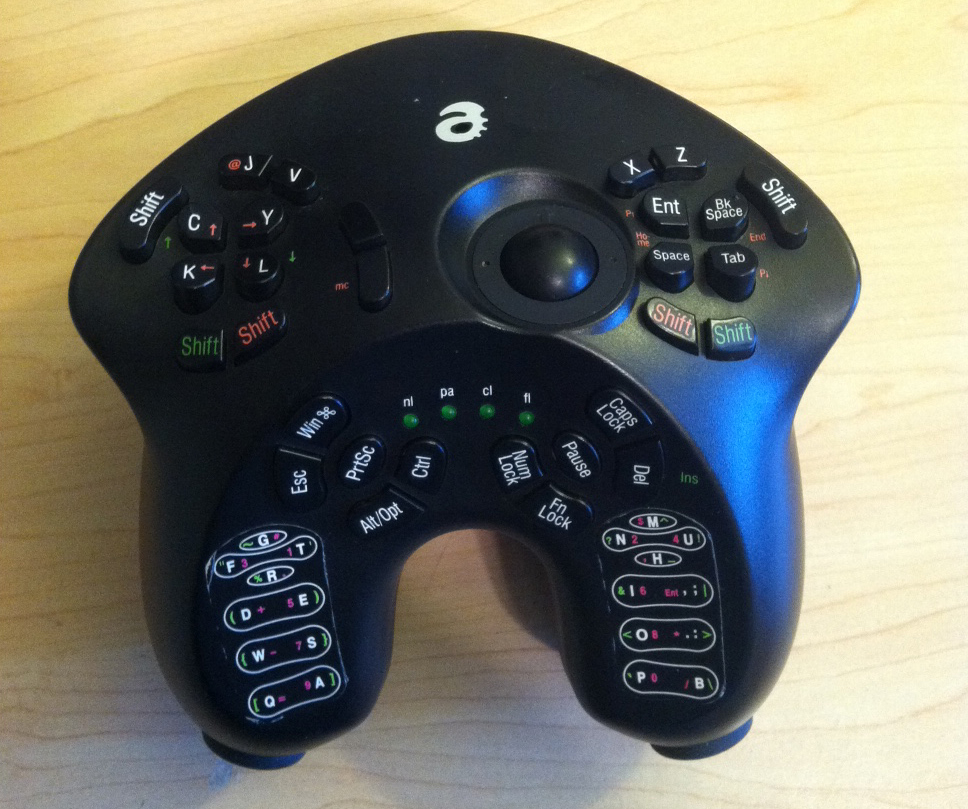
Teclado ergonômico de mão.

Existem diferentes tipos de teclados ergonômicos:
- Teclado de divisão fixa - é construído em uma única placa, dividindo as teclas em em dois ou três grupos, permitindo ao usuário digitar em um ângulo diferente do teclado normal.
- Teclado de divisão ajustável - tem o teclado dividido em várias partes independentes, de modo que o ângulo entre elas pode ser facilmente alterado.
- Teclado contornado - coloca os grupos de teclas em depressões arredondadas.
- Teclado dividido em ângulo - coloca os grupos de teclas em ângulos diferentes.
- Teclado ergonômico de mão - ao invés de serem planos são encaixados em ambas as mãos semelhantes sem a necessidade de serem apoiados em uma superfícies, são semelhantes a um gamepad.[2]
- Teclado luva - o usuário encaixa sua mão dentro do teclado semelhante a uma luva.